# Франк-Каменецкий, Альберт Григорьевич
Альбе́рт Григо́рьевич Франк-Камене́цкий (при рождении А́бель (А́бо) Ге́ршонович Франк-Каменецкий; 18 мая 1875, Вильна — 26 октября 1935, Иркутск) — русский и советский ученый-гидрохимик, доктор химических наук, профессор, первый декан химического факультета Иркутского государственного университета.

## Биография
Родился 18 мая (по старому стилю) 1875 года в Вильне, в семье Гершона Мойше-Довидовича Франк-Каменецкого (1839 или 1841—1915) и Темы Хацкелевны Франк-Каменецкой (в девичестве Лурия, 1842—?), родом из Ошмян. В 1894 году окончил Виленское реальное училище, а через четыре года — Высшую техническую школу в Карлсруэ. В 1900 году был удостоен степени доктора философии в Базельском университете. В 1900—1908 годах занимался научной и преподавательской деятельностью в Германии, после этого вернулся в Россию. После женитьбы 20 августа 1906 года поселился в Троках, позже переехал с женой в Вильну.
В декабре 1915 года возглавил химико-бактериологическую лабораторию общества врачей Восточной Сибири, а с июня 1917 года — её химический отдел. С ноября 1919 года — преподаватель Иркутского государственного университета, вначале в должности приват-доцента кафедры химии, а со следующего года — профессора и заведующего кафедрой технической аналитической химии в составе педагогического факультета (отдельного химического факультета университет тогда не имел). Помимо этого с марта 1920 года некоторое время был главой санитарно-гигиенического, химико-технического и химико-статистического отделений Иркутского химико-бактериологического института.
В 1933 году в Иркутском государственном университете был создан химический факультет, его первым деканом стал А. Г. Франк-Каменецкий. Занимал эту должность до своей смерти в 1935 году.
А. Г. Франк-Каменецкий был действительным членом Немецкого химического общества Германии и Общества немецких химиков в Лейпциге.

## Научная деятельность
В 1920-х годах проводил гидрохимическое изучение вод озера Байкал. В 1930-х годах с сотрудниками химического факультета ИГУ занимался исследованием вод реки Ангары — уже тогда появились планы возведения на реке каскада электростанций.

## Семья
- Братья — врач-офтальмолог З. Г. Франк-Каменецкий и египтолог, филолог И. Г. Франк-Каменецкий.
- Жена — Хана Абрамовна Франк-Каменецкая (в девичестве Аронс, 1881—?), дочь виленского купца второй гильдии Абрама Лейбовича Аронса. Сыновья — физик Давид Франк-Каменецкий и кристаллограф Виктор Франк-Каменецкий.